# Korsun-Sjevtjenkivskyj

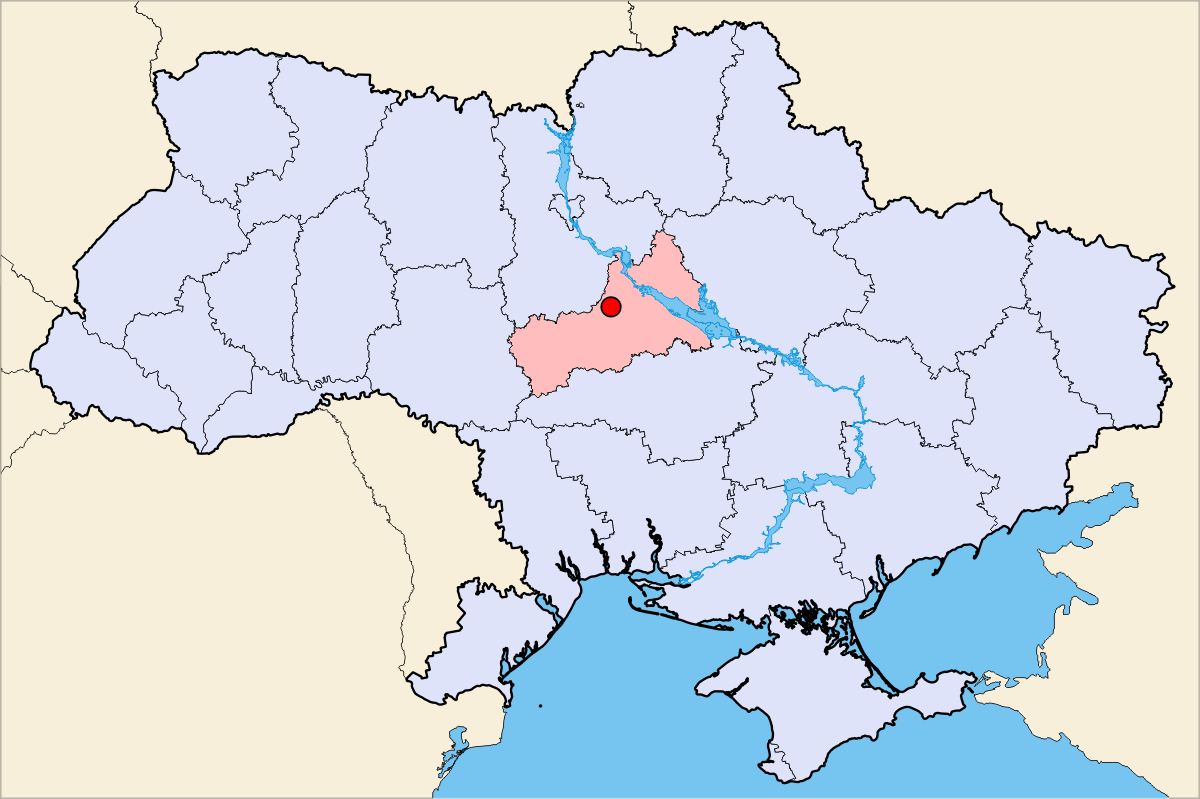
Korsun-Sjevtjenkivskyjs läge i Ukraina.

Korsun-Sjevtjenkivskyj (ukrainska: Корсунь-Шевченківський uttal (fil); tidigare även: ryska: Корсунь-Шевченковский: Korsun-Sjevtjenkovskij; polska: Korsuń Szewczenkowski) är en stad som ligger i Tjerkasy oblast i centrala Ukraina. Stadens folkmängd uppgår till cirka 19 000 invånare. Under andra världskriget 1943–1944 blev ett antal tyska divisioner inringade av två sovjetiska fronter vid staden (se Korsun-Tjerkassy-fickan).